# Vernier

Givaudan, chemische Fabrik (um 1930)

Vernier ist eine politische Gemeinde im Kanton Genf in der Schweiz.

## Geographie
Vernier befindet sich nördlich der Rhone. Die Nachbargemeinden sind Satigny, Meyrin, Le Grand-Saconnex sowie Genf.
Im Stadtteil Le Lignon stehen die beiden höchsten Gebäude des Kantons und das längste Wohngebäude Europas, das 1060 Meter lang ist. Ursprünglich in den 1960er-Jahren für 10'000 Personen erstellt, wohnen dort heute noch rund 5500 Menschen. Eine zweite, mit heute 5700 Einwohnern kaum kleinere Wohnüberbauung ist Les Avanchets. Im Gegensatz dazu besteht Aïre vorwiegend aus Einfamilienhäusern.
In Châtelaine sind einige Organisationen der Vereinten Nationen in der Maison Internationale de l’Environnement (MIE; frz. für Internationales Umwelthaus) untergebracht, so das Hauptquartier des Ausbildungs- und Forschungsinstituts der Vereinten Nationen (UNITAR), die für die ehemaligen Sowjetgebiete zuständige Abteilung des Entwicklungsprogramms der Vereinten Nationen (UNDP) und die Europa-Abteilung des Umweltprogramms der Vereinten Nationen (UNEP) und weitere, vor allem mit dem Umweltschutz befasste Organisationen.
Vernier ist durch den Trolleybus Genf und die Strassenbahn Genf an das öffentliche Verkehrsnetz von Genf angeschlossen. Von grosser Bedeutung ist das Einkaufszentrum Balexert.

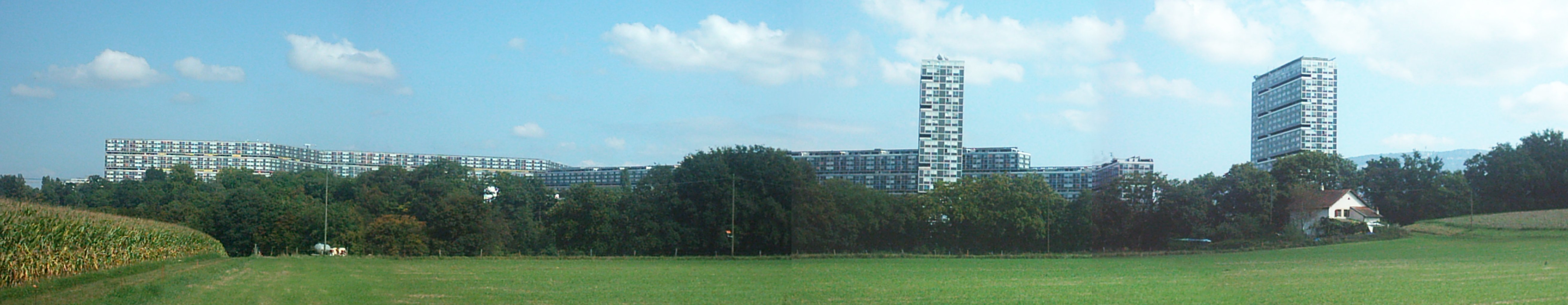
Le Lignon

## Geschichte
Bis 1815 gehörte Vernier zu Frankreich. Am 15. April 1798 wurde auch Genf von Frankreich annektiert. Am 31. Dezember 1813 wurde Genf von österreichischen Truppen besetzt. Nachdem zuerst die Unabhängigkeit der Stadtrepublik ausgerufen worden war, bat Genf um Aufnahme als Kanton in die Schweizerische Eidgenossenschaft. Mit dem Zweiter Pariser Frieden trat das Königreich Frankreich 1815 schliesslich dem Kanton Genf 6 Gemeinden ab, darunter Versoix, Vernier und Meyrin. Genf war jetzt keine Exklave mehr.

## Bevölkerung
| Bevölkerungsentwicklung | Bevölkerungsentwicklung | Bevölkerungsentwicklung | Bevölkerungsentwicklung | Bevölkerungsentwicklung | Bevölkerungsentwicklung | Bevölkerungsentwicklung | Bevölkerungsentwicklung | Bevölkerungsentwicklung | Bevölkerungsentwicklung | Bevölkerungsentwicklung | Bevölkerungsentwicklung | Bevölkerungsentwicklung |
| ----------------------- | ----------------------- | ----------------------- | ----------------------- | ----------------------- | ----------------------- | ----------------------- | ----------------------- | ----------------------- | ----------------------- | ----------------------- | ----------------------- | ----------------------- |
| Jahr                    | 1816                    | 1850                    | 1900                    | 1950                    | 1960                    | 1970                    | 2000                    | 2010                    | 2012                    | 2014                    | 2015                    | 2017                    |
| Einwohner               | 566                     | 767                     | 1280                    | 3906                    | 8045                    | 22'230                  | 29'559                  | 32'844                  | 33'744                  | 34'477                  | 34'655                  | 35'408                  |

Vernier ist die zweitgrösste Stadt des Kantons Genf. 45 % aller Einwohner sind ausländische Staatsangehörige. 61 % aller Einwohner haben einen ausländischen Pass (47 % Ausländer plus 14 % Doppelbürger). Von den Schweizern sind 13 % eingebürgert. Von den Ausländern sind 12 % portugiesischer und 12 % italienischer Herkunft. 38 % der dort Ansässigen sind durch Geburt Schweizer Bürger.

## Politik

### Legislative – Gemeinderat
- Grüne: 4
- SP: 11
- FDP: 5
- LJS: 6
- MCG: 7
- SVP: 4

Die gesetzgeberische Gewalt wird durch den Munizipalrat (Conseil municipal) wahrgenommen. Er zählt 37 Sitze und wird alle fünf Jahre direkt vom Volk im Proporzwahlverfahren mit einer 7-Prozent-Hürde gewählt. Der Munizipalrat bestimmt das Stadtbudget und stimmt über Vorlagen der Stadtregierung (Conseil administratif) ab. Ausserdem kann er selber Vorstösse lancieren. Die links stehende Grafik zeigt die Sitzverteilung nach den letzten Gemeindewahlen vom März 2025.

### Nationalratswahlen
Bei den Schweizer Parlamentswahlen 2019 betrugen die Wähleranteile in Vernier: Grüne 21,3 %, SP 21,1 %, SVP 15,7 %, MCG 11,3 %, FDP 9,6 %, Sol/POP 7,3 %, CVP 5,9 %, glp 3,7 %, EVP 1,1 %.

## Persönlichkeiten
Persönlichkeiten, die in der Gemeinde geboren wurden oder dort gewirkt haben:
- John Cougnard (1821–1896), evangelischer Geistlicher und Hochschullehrer in Genf
- Xavier Givaudan (1867–1966), französischer Unternehmer
- Léon Givaudan (1875–1936), französischer Parfümeur und Unternehmer
- Nelly Buntschu (* 1947), Politikerin (PdA)
- Serge Demierre (* 1956), Radrennfahrer